# Donner-expeditionen

De olika familjernas lägerplatser.

Donner-expeditionen (Donner Party) var en karavan amerikanska nybyggare, vars vagnar fastnade i Sierra Nevada-bergen på väg till Kalifornien  och tvingades tillbringa vintern 1846–1847 i bergen i vildmarken. Detta ledde till att de flesta avled av svält och sjukdomar och andra tvingades till kannibalism för att överleva. Trots tre räddningsförsök överlevde endast 48 av de ursprungliga 87. 
Händelsen blev en berömd och ökänd tragedi i Kaliforniens historia.  Området runt staden Truckee och Truckeesjön, (idag Donnersjön) är sedan 1928 nationalparken Donner Memorial State Park 